# Ikoma Ienaga
Ikoma Ienaga (生駒 家長?; 1611 – 4 agosto 1659) fu un samurai giapponese del periodo Sengoku appartenente al clan Ikoma e servitore di Oda Nobunaga.

## Biografia
Ienaga inizialmente fu servitore di Oda Nobukiyo. Quando Oda Nobunaga prese come concubina, Kitsuno, sorella di Ienaga, quest'ultimo divenne un fidato servitore diventandone un importante umamawari (guerriero elite di cavalleria). Prestò servizio in numerose battaglie, tra cui Ukino (1558), Moribe (1561) e Anegawa (1570). Successivamente alla morte di Nobunaga divenne servitore di Oda Nobuo, e dopo la battaglia di Komaki e Nagakute servì Toyotomi Hideyoshi. Infine, morto Hideyoshi, si avvicinò ai Tokugawa e divenne vassallo di Matsudaira Tadayoshi.